# 콘돌라 라샤드
콘덜라 러샤드(Condola Rashād, 영어 발음: /ˌkɒndələ rəˈʃɑːd/, 1986년 12월 11일 ~ )는 미국의 배우이다.

## 출연 작품

### 영화
- 머니 몬스터 (2016) - 브리 역
- 컴플리트 언노운 (2016, Complete Unknown) - 샤론 역
- 비키니 문 (2017, Bikini Moon) - 비키니 역
- 그날이 오면 (2018)
- Good Posture (2019)

### 텔레비전
- 빌리언스 (2016-23) - 케이트 새커 역